# Terry Lester
Terry Lester (ur. 13 kwietnia 1950 w Indianapolis, zm. 28 listopada 2003) – amerykański aktor telewizyjny, najlepiej znany jako Mason Capwell z opery mydlanej NBC Santa Barbara.

## Życiorys
Urodził się w Indianapolis w stanie Indiana. Uczęszczał do Southport High School. Studiował na wydziale teatralno-muzycznym w DePauw University w Greencastle.
W latach 1986–1988 grał postać Jacka Abbotta w operze mydlanej Żar młodości (The Young and the Restless). We wrześniu 1989 roku zastąpił Lane’a Daviesa i przejął rolę Masona Capwella w operze mydlanej NBC Santa Barbara.
Zmarł w domu na atak serca w wieku 53. lat. 

## Filmografia

### Filmy fabularne
- 1974: Port lotniczy 1975 (Airport 1975) jako pan Kelly
- 1978: KISS Meets The Phantom Of The Park jako Sam Farrell
- 1980: Agent mimo woli (Once Upon a Spy) jako Rudy
- 1985: Blade w Hongkongu (Blade in Hong Kong) jako Joe Blade

### Seriale TV
- 1979: Dallas jako Rudy Millington
- 1985: Hotel jako Chad Wheeler
- 1986-1988: Żar młodości (The Young and the Restless) jako Jack Abbott
- 1989-1990: Santa Barbara jako Mason Capwell #2
- 1993-1994: As the World Turns jako Royce Keller
- 1995: Star Trek: Voyager jako Haron
- 1997: Diagnoza morderstwo (Diagnosis Murder) jako Jeffrey Porter
- 1997: JAG – Wojskowe Biuro Śledcze (JAG) jako podoficer Fred Holst
- 1999: Strażnik Teksasu (Walker, Texas Ranger) jako Earl McMartin